# Prêmio de Roteiro (Festival de Cannes)

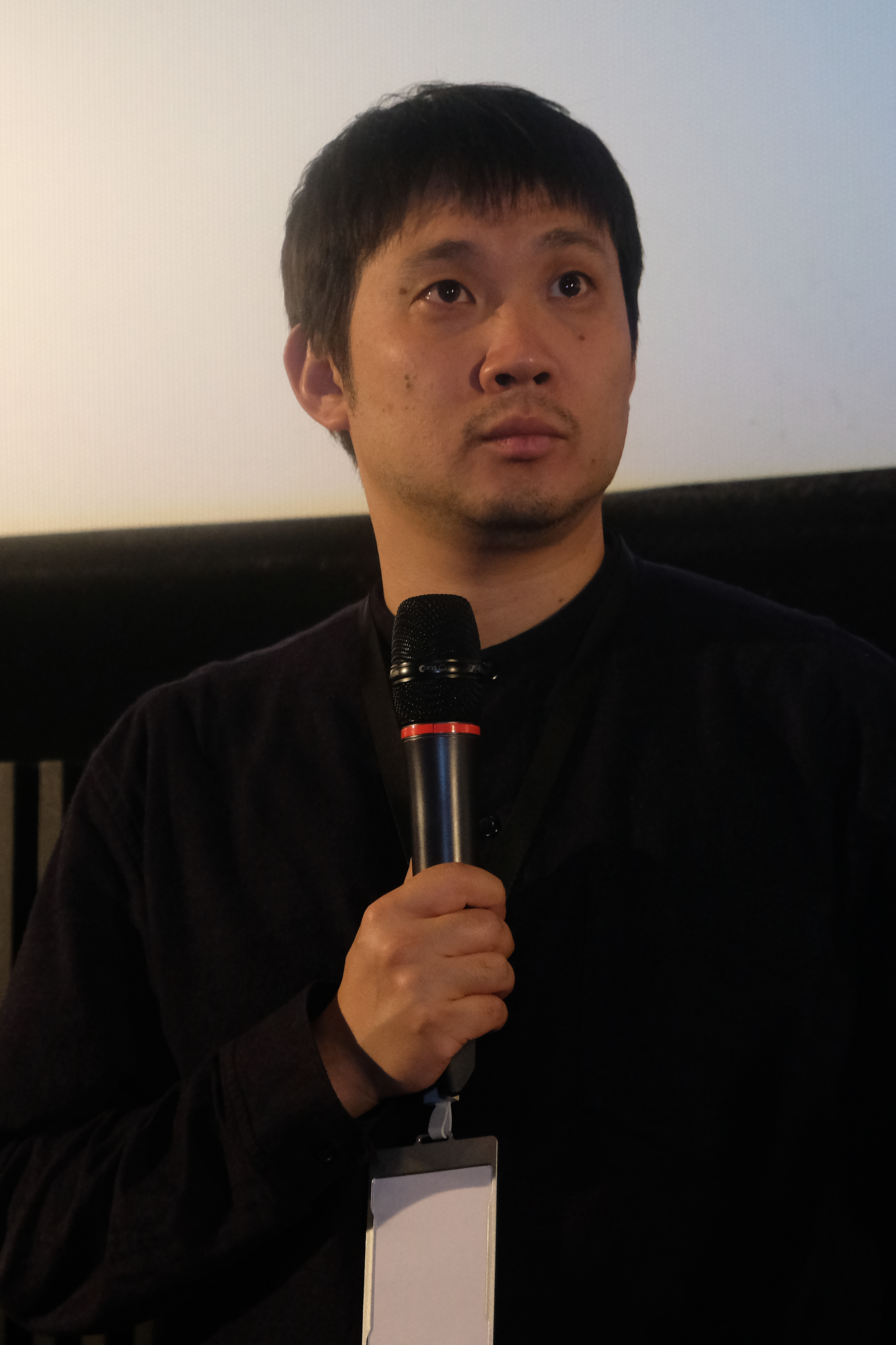
Diretor Ryusuke Hamaguchi participando do HKAFF2018 com seu filme "Asako I&II", que está competindo em Cannes.

O Prêmio de Roteiro (Prix du scénario, em Língua Francesa) é uma premiação concedida no Festival de Cannes por um júri da seção oficial de filmes. A primeira premiação ocorreu em 1949.

## Premiados
| Ano       | Filme                                             | Roteirista                                                        | Nacionalidade                     |  |
| --------- | ------------------------------------------------- | ----------------------------------------------------------------- | --------------------------------- |  |
| 1949      | Lost Boundaires                                   | Alfred L. Werker                                                  | Estados Unidos                    |  |
| 1950      | não houve                                         |                                                                   |                                   |  |
| 1951      | The Browning Version                              | Terence Rattigan                                                  | Reino Unido                       |  |
| 1952      | Polícias e Ladrões                                | Piero Tellini                                                     | Itália                            |  |
| 1953-57   | não houve                                         |                                                                   |                                   |  |
| 1958      | Giovani mariti                                    | Pier Paolo Pasolini, Massimo Franciosa e Pasquale Festa Campanile | Itália                            |  |
| 1959-62   | não houve                                         |                                                                   |                                   |  |
| 1963      | Codine                                            | Henri Colpi, Yves Jamiaque e Dumitru Carabat                      | França                            |  |
| 1964      | não houve premiação                               |                                                                   |                                   |  |
| 1965      | The 317th Platoon                                 | Pierre Schoendoerffer                                             | França                            |  |
| 1965      | A Colina dos Homens Perdidos                      | Ray Rigby                                                         | Reino Unido                       |  |
| 1966      | não houve                                         | não houve                                                         |                                   |  |
| 1967      | A ciascuno il suo                                 | Elio Petri                                                        | Itália                            |  |
| 1967      | Jeu de massacre                                   | Alain Jessua                                                      | França                            |  |
| 1968      | não houve Festival                                |                                                                   |                                   |  |
| 1969-73   | não houve                                         |                                                                   |                                   |  |
| 1974      | Louca Escapada                                    | Steven Spielberg, Hal Barwood e Matthew Robbins                   | Estados Unidos                    |  |
| 1975-1979 | não houve                                         |                                                                   |                                   |  |
| 1980      | O Terraço                                         | Ettore Scola, Furio Scarpelli e Agenore Incrocci                  | Itália                            |  |
| 1981      | Mephisto                                          | István Szabó                                                      | Hungria                           |  |
| 1982      | Moonlighting                                      | Jerzy Skolimowski                                                 | Polônia                           |  |
| 1983      | não houve                                         |                                                                   |                                   |  |
| 1984      | Viagem a Citera                                   | Theodoros Angelopoulos, Tonino Guerra e Thanassis Valtinos        | Grécia                            |  |
| 1985-93   | não houve                                         |                                                                   |                                   |  |
| 1994      | Grosse Fatigue                                    | Michel Blanc                                                      | França                            |  |
| 1995      | não houve                                         |                                                                   |                                   |  |
| 1996      | Um Herói Muito Discreto                           | Jacques Audiard e Alain Le Henry                                  | França                            |  |
| 1997      | O Banquete de Casamento                           | James Schamus                                                     | Estados Unidos                    |  |
| 1998      | As Confissões de Henry Fool                       | Hal Hartley                                                       | Estados Unidos                    |  |
| 1999      | Moloch - Eva Braun e Adolf Hitler na Intimidade   | Yuri Arabov                                                       | Rússia                            |  |
| 2000      | Enfermeira Betty                                  | James Flamberg eJohn C. Richards                                  | Estados Unidos                    |  |
| 2001      | Terra de Ninguém                                  | Danis Tanovic                                                     | Bósnia e Herzegovina              |  |
| 2002      | Sweet Sixteen                                     | Paul Laverty                                                      | Reino Unido                       |  |
| 2003      | As Invasões Bárbaras                              | Denys Arcand                                                      | Canadá/França                     |  |
| 2004      | Questão de Imagem                                 | Jean-Pierre Bacri e Agnès Jaoui                                   | França                            |  |
| 2005      | Três Enterros                                     | Guillermo Arriaga                                                 | Estados Unidos                    |  |
| 2006      | Volver                                            | Pedro Almodóvar                                                   | Espanha                           |  |
| 2007      | Do Outro Lado                                     | Fatih Akin                                                        | Alemanha/Turquia                  |  |
| 2008      | O Silêncio de Lorna                               | Irmãos Dardenne                                                   | Bélgica                           |  |
| 2009      | Febre de Primavera                                | Mei Feng                                                          | China                             |  |
| 2010      | Poesia                                            | Lee Chan-dong                                                     | Coreia do Sul                     |  |
| 2011      | Nota de Rodapé                                    | Joseph Cedar                                                      | Israel                            |  |
| 2012      | Além das Montanhas                                | Cristian Mungiu                                                   | Romênia                           |  |
| 2013      | Um Toque de Pecado                                | Jia Zhangke                                                       | República Popular da China        |  |
| 2014      | Leviatã                                           | Andrey Zvyagintsev e Oleg Negin                                   | Rússia                            |  |
| 2015      | Chronic                                           | Michel Franco                                                     | México                            |  |
| 2016      | Forushande                                        | Asghar Farhadi                                                    | Irã                               |  |
| 2017      | The Killing of a Sacred Deer                      | Yorgos Lanthimos e Efthymis Filippou                              | Grécia                            |  |
| 2017      | You Were Never Really Here                        | Lynne Ramsay                                                      | Reino Unido                       |  |
| 2018      | 3 Faces                                           | Jafar Panahi e Nader Saeivar                                      | Irã                               |  |
| 2018      | Lazzaro felice                                    | Alice Rohrwacher                                                  | Itália                            |  |
| 2019      | Portrait de la jeune fille en feu                 | Céline Sciamma                                                    | França                            |  |
| 2020      | Premiação cancelada devido a Pandemia de COVID-19 |                                                                   |                                   |  |
| 2021      | Doraibu mai kā                                    | Ryūsuke Hamaguchi                                                 | Japão                             |  |
| 2022      | Boy from Heaven                                   | Tarik Saleh                                                       | Suécia                            |  |
| 2023      | Kaibutsu                                          | Yuji Sakamoto                                                     | Japão                             |  |
| 2024      | The Substance                                     | Coralie Fargeat                                                   | Estados Unidos/Reino Unido/França |  |